# Thomas Isenberg

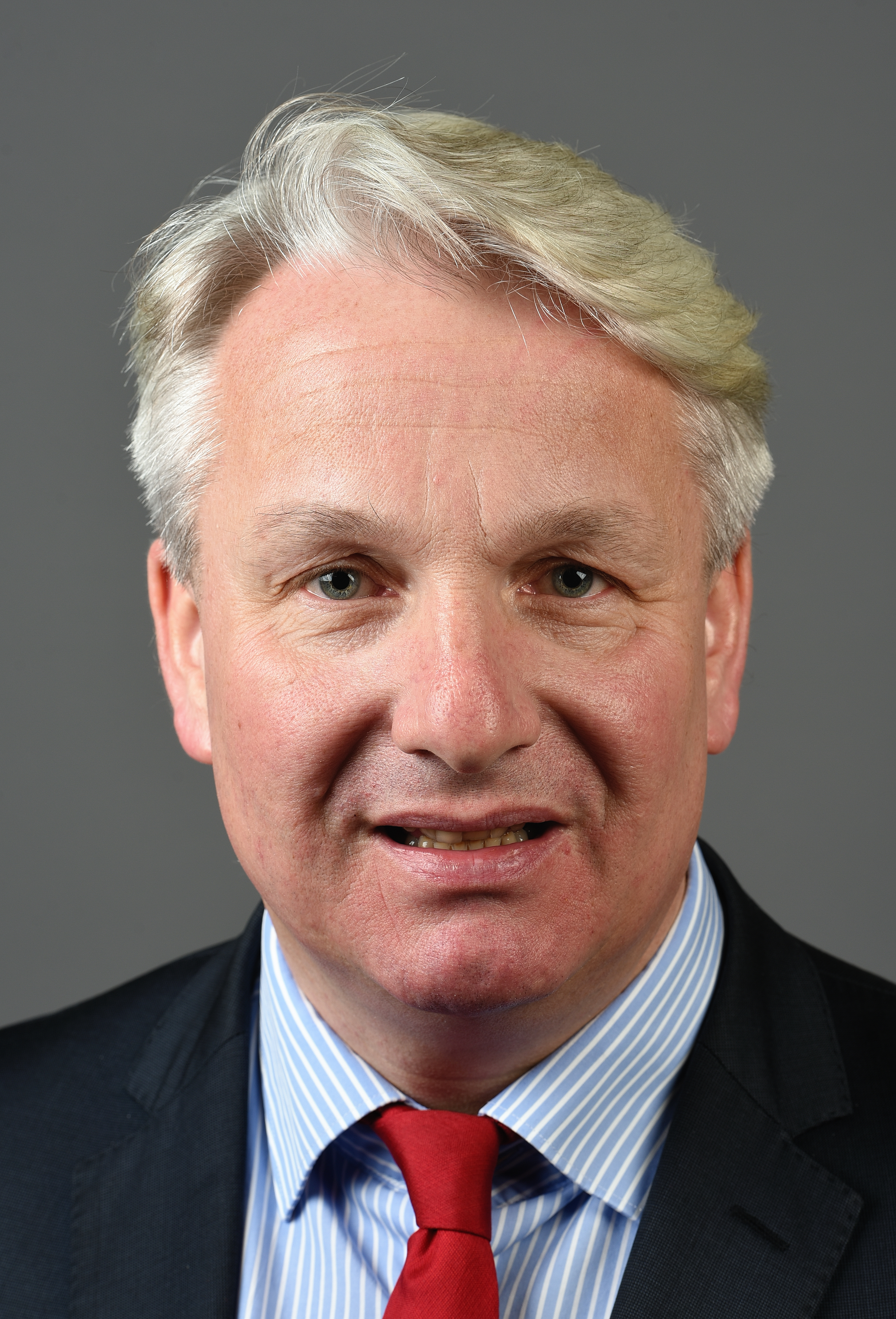
Thomas Isenberg, 2017

Thomas Isenberg (* 18. Juli 1967 in Duisburg) ist ein deutscher Politiker (SPD). Er war von 2008 bis 2021 Mitglied des Abgeordnetenhauses von Berlin. Dort war er u. a. der gesundheitspolitische Sprecher der SPD-Fraktion.

## Ausbildung und Beruf
Thomas Isenberg machte 1987 sein Abitur am Gymnasium Broich in Mülheim an der Ruhr, verbrachte zuvor 1984/85 ein Jahr als Austauschschüler in Pittsburgh (USA) und absolvierte anschließend seinen Wehrdienst. Von 1988 bis 1991 absolvierte er bei der Bayer AG ein Abiturientenprogramm mit Ausbildung zum Industriekaufmann und betriebswirtschaftlicher Fortbildung mit branchenbezogener Äquivalenz eines betriebswirtschaftlichen Studienabschlusses. Anschließend studierte er bis 1997 Medizin in Düsseldorf (ohne Abschluss).
Von 1998 bis 2001 war Thomas Isenberg Referent für Gesundheitsdienstleistungen bei der Arbeitsgemeinschaft der Verbraucherverbände in Bonn. Von 2001 bis 2007 war er Leiter des Fachbereichs Gesundheit und Ernährung beim Bundesverband der Verbraucherzentrale in Berlin. Von 2007 bis zum April 2008 war er als Mitglied des erweiterten Führungskreises und Programm-Manager Gesundheit der Bertelsmann-Stiftung tätig. Von 2008 war er Leiter des Geschäftsbereichs Interessenvertretung und Marketing beim BKK-Gemeinschaftsunternehmen „SpectrumK“. Seit Juli 2012 ist Thomas Isenberg Geschäftsführer der Deutschen Schmerzgesellschaft e. V.

## Politik
Bei den Abgeordnetenhauswahlen 2006 kandidierte Thomas Isenberg für die SPD im Wahlkreis Mitte-Süd (WK II). Die SPD konnte ihren Stimmenanteil um 26,4 Prozent auf 31,1 Prozent steigern. Die Linkspartei fiel von 50,5 Prozent (2001) auf 35,0 Prozent der Stimmen (2006) zurück. Nur knapp konnte die Kandidatin Carola Bluhm der Linkspartei.PDS den Wahlkreis Mitte-Süd mit rund 729 Stimmen Vorsprung halten.
Als erster Nachrücker der SPD-Mitte-Liste rückte Thomas Isenberg am 25. September 2008 in das Abgeordnetenhaus nach, nachdem Jutta Koch-Unterseher aus persönlichen Gründen ihr Mandat niedergelegt hatte. Seitdem betreute er die West- und Ost-Wahlkreise rund um das Brandenburger Tor, also Wahlkreis Mitte 3 und Wahlkreis Mitte 2. Im Dezember 2010 nominierte ihn die SPD Berlin erneut als Kandidaten für die Wahlen zum Berliner Abgeordnetenhaus am 18. September 2011. Thomas Isenberg gewann als Direktkandidat den Wahlkreis Mitte-3 (Berlin-Tiergarten, Hansaviertel und südliches Moabit) und zog bei den Wahlen zum Berliner Abgeordnetenhaus 2011 erneut in dieses ein.
Im Berliner Abgeordnetenhaus war er Mitglied der Ausschüsse „Gesundheit und Soziales“ sowie „Verbraucher-, Verfassungs- und Rechtsangelegenheiten“. Ab September 2010 war Thomas Isenberg der gesundheitspolitische Sprecher der SPD-Fraktion. In der 16. Wahlperiode war er in den Ausschüssen für „Umwelt, Gesundheit und Verbraucherschutz“ und „Integration, Arbeit, Berufliche Bildung und Soziales“.
Am 18. September 2016 wurde Thomas Isenberg zur 17. Wahlperiode des Berliner Abgeordnetenhauses erneut – zum zweiten Mal- direkt im Wahlkreis Mitte 3 (Tiergarten-Süd, Hansaviertel, Moabit) für die SPD in das Berliner Abgeordnetenhaus gewählt. Ab der 17. Wahlperiode war er dort Mitglied des SPD-Fraktionsvorstands, Vorsitzender des SPD-Fraktionsarbeitskreises "Gesundheit, Pflege, Gleichstellung; Bürgerschaftlichen Engagement, Zivilgesellschaft" sowie – wie schon die Jahre davor – gesundheitspolitischer Sprecher seiner Fraktion. Thomas Isenberg war zudem Mitglied im Berliner Abgeordnetenhaus in dessen Ausschüsse für Gesundheit, Pflege, Gleichstellung sowie für Wirtschaft, Energie, Betriebe.
Bei der Wahl zum Abgeordnetenhaus von Berlin 2021 verlor er sein Mandat.
Thomas Isenberg ist Mitglied des Bundesausschusses sowie des Landesvorstands der Arbeitsgemeinschaft der Sozialdemokraten im Gesundheitswesen, Mitglied des Fachausschusses Gesundheit und Soziales der SPD Berlin sowie einer Anzahl weiterer Ämter. Er ist Mitglied der Europa-Union Berlin (EUB) und Gründungsmitglied der überfraktionellen EUB-Parlamentariergruppe im Abgeordnetenhaus.